# Nexø Lystskov
Nexø Lystskov bildar tillsammans med Nexø Sydstrand och Balkalyngen ett sammanhängande naturreservat söder om Nexø på Bornholm.
Sandstenen i den centrala delen av området, från Skarvigen och längs Langeskanse består grunden av nexösandsten, vilken avlagrades för omkring 570 miljoner år sedan. Norr och söder därom finns den något yngre balkasandstenen, som består av kvartssand och är mycket hårdare än nexösandsten. 
Balkalyngen är en sandstenshed, där jordlagret så tunt att området aldrig brukats.
Nexø Lystskov började planteras omkring 1840. Där finns bättre jordlager och där växer ganska stora träd. I områdets västra del finns det sedan 1996 ett arboretum med de trädarter som invandrat till Bornholm efter istiden. 
I Nexø Lystskov finns ett tre meter långt och två meter brett vandringsblock, där det på ovansidan är inhuggna 17 skåltecken, cirkulära fördjupningar som höggs in under yngre bronsålder (1000-500 före Kristus). De kallas sedan 1800-talet lokalt "Fandens Keglebane" ("Djävulens kägelbana").
På Balkalyngen finns ett gravfält med flera rösen från järnåldern (200-400 efter Kristus).